# K7리그 속초
K7리그 속초(K7 League Sokcho)는 대한민국 강원특별자치도 속초시에서 진행되는 축구 대회이다.

## 역사
2017년에 '디비전7 속초시 리그'라는 이름으로 시작되었다. 2017년 시즌부터 단일 권역으로 6개 선수단이 참가하고 있다. 2017년 시즌부터 2018년 시즌까지 70분(전·후반 각 35분) 경기로 진행되었고, 2019년 시즌부터 60분(전·후반 각 30분) 경기로 진행되고 있다.

## 시즌별 결과
| 시즌   | 권역 | 선수단 | 우승         | 준우승       | 승격                    |
| ------ | ---- | ------ | ------------ | ------------ | ----------------------- |
| 2017년 | 1개  | 6팀    | 속초 한솔 FC | 속초 조광 FC | 속초 한솔 FC 속초 79 FC |
| 2018년 | 1개  | 6팀    |              |              |                         |
| 2019년 | 1개  | 6팀    |              |              |                         |

## 같이 보기
- K7리그